# Luís Mendes de Vasconcellos
Luís Mendes de Vasconcellos   (Évora, 1543 (Gregorià) - La Valletta, 7 de març de 1623) fou el 55è Gran Mestre de l'Orde de l'Hospital, elegit el 1622. Havia nascut a Évora, Portugal, c. 1542 i va morir el 7 de març de 1623 a Malta. Era fill de Francisco Mendes de Vasconcelos, germà de Luís da Costa, servent d'Henrique de Portugal i de la seva esposa Isabel Pais de Oliveira. Els avis paterns eren Cristóvão Nunes da Costa (fill natural de Luís Nunes da Costa i Isabel Botelho i germà de Brás Nunes da Costa) casat amb Catarina Mendes de Vasconcelos. Els avis materns eren Paio Rodrigues de Vilalobos i Isabel de Oliveira.